# Förordning (Europeiska unionen)
För andra betydelser, se förordning.

Europeiska flaggan

En förordning är en typ av bindande rättsakt som kan antas av Europeiska unionens institutioner. Rättsakten används för att utfärda europeiska lagar med enhetliga bestämmelser inom hela unionen. Två exempel på förordningar är dataskyddsförordningen och Dublinförordningen.
Till skillnad från direktiv är förordningar till alla delar bindande och direkt tillämpliga i alla medlemsstater; de får direkt rättsverkan i de nationella rättsordningarna likt nationella lagar. Medlemsstaterna varken ska eller får införliva en förordning i den nationella lagstiftningen. Däremot kan en förordning kräva att medlemsstaterna antar vissa kompletterande bestämmelser för att anpassa den nationella lagstiftningen.
En bestämmelse i en förordning som skapar en rättighet för enskilda har i allmänhet fullständig direkt effekt, det vill säga den kan åberopas av enskilda inför en nationell domstol likt en nationell lag.

## Rättslig form och grund
Den rättsliga formen för förordningar regleras av artikel 288 i fördraget om Europeiska unionens funktionssätt:
| ” | En förordning ska ha allmän giltighet. Den ska till alla delar vara bindande och direkt tillämplig i varje medlemsstat. | „ |
| – Andra stycket i artikel 288 i fördraget om Europeiska unionens funktionssätt efter Lissabonfördragets ikraftträdande | |   |

Förordningar har således de mest långtgående rättsverkningarna av alla rättsakter eftersom de är rättsligt bindande, har allmän räckvidd och blir direkt tillämpliga i alla medlemsstater när de träder i kraft. Till skillnad från direktiv behöver förordningar inte införlivas i den nationella lagstiftningen för att få full rättsverkan. I enlighet med principen om tilldelade befogenheter får en förordning antas i ett enskilt fall endast om det finns en rättslig grund för detta i unionens fördrag. Om fördragen inte anger vilken typ av rättsakt som ska antas, måste institutionerna vägledas av proportionalitetsprincipen.
Förordningar antas vanligtvis av Europaparlamentet och/eller Europeiska unionens råd i enlighet med ett lagstiftningsförfarande eller av Europeiska kommissionen för att komplettera eller genomföra sådana lagstiftningsakter.

### Olika typer av förordningar
Sedan Lissabonfördraget trädde i kraft den 1 december 2009 kan olika typer av förordningar utfärdas beroende på vilket förfarande som används för deras antagande. Förordningar som antas av Europaparlamentet och/eller Europeiska unionens råd i enlighet med ett lagstiftningsförfarande utgör lagstiftningsakter. De är överordnade andra rättsakter, icke-lagstiftningsakter.
Förordningar kan även antas i form av delegerade förordningar och genomförandeförordningar. Delegerade förordningar antas av Europeiska kommissionen för att komplettera eller ändra vissa icke väsentliga delar av en lagstiftningsakt. Genomförandeförordningar antas av kommissionen eller, i vissa fall, rådet för att fastställa enhetliga villkor för genomförandet av en rättsakt.
Därutöver kan förordningar antas av Europaparlamentet, Europeiska centralbanken, samt av rådet och kommissionen i vissa andra fall grundat direkt på unionens fördrag.

## Utformning
Förordningar är utformade enligt vissa gemensamma bestämmelser för rättsakter. En förordning består av tre delar: ingressen, artikeldelen och eventuella bilagor. I ingressen anges rättsaktens rättsliga grund och alla förberedande akter som legat till grund för dess antagande. Likt andra rättsakter måste en förordning även motiveras genom skäl i ingressen. Artikeldelen utgör den normativa delen av rättsakten och är uppdelad i artiklar.
En förordning innehåller, till skillnad från andra rättsakter, en slutbestämmelse som betonar rättsaktens direkta tillämplighet. Slutbestämmelsen lyder normalt:
| ” | Denna förordning är till alla delar bindande och direkt tillämplig i alla medlemsstater. | „ |

Till följd av undantagsklausuler och andra liknande bestämmelser i unionens fördrag kan en förordnings direkta tillämplighet vara begränsad till att endast gälla vissa medlemsstater, exempelvis är förordningar som rör eurosamarbetet endast direkt tillämpliga inom euroområdet. I dessa fall används slutbestämmelsen:
| ” | Denna förordning är till alla delar bindande och direkt tillämplig i medlemsstaterna i enlighet med fördragen. | „ |

För fördjupade samarbeten används istället slutbestämmelsen:
| ” | Denna förordning är till alla delar bindande och direkt tillämplig i de deltagande medlemsstaterna i enlighet med fördragen. | „ |

## Ikraftträdande och genomförande
Alla förordningar måste offentliggöras i Europeiska unionens officiella tidning innan de träder i kraft. De träder i kraft den dag som anges i rättsakten eller, om sådana bestämmelser saknas, tjugo dagar efter offentliggörandet. I vissa fall kan en förordning innehålla bestämmelser som gör att den börjar tillämpas först vid ett senare datum.
Som en direkt tillämplig rättsakt får en förordning rättsverkan samtidigt och enhetligt inom hela Europeiska unionen när den träder i kraft. Till skillnad från ett direktiv blir en förordning en del av de nationella rättsordningarna utan att unionens medlemsstater behöver vidta några genomförandeåtgärder för att införliva rättsakten. Medlemsstaterna varken ska eller får införliva en förordning i den nationella lagstiftningen eftersom ett sådant införlivande skulle leda till oklarheter vad gäller bestämmelsernas rättsliga karaktär och tidpunkten för deras ikraftträdande. Däremot kan en förordning kräva att medlemsstaterna antar vissa kompletterande bestämmelser för att anpassa den nationella lagstiftningen, till exempel för att fastställa vilken nationell myndighet som är ansvarig för dess tillämpning.

## Rättsverkan
En förordning har långtgående rättsverkan i de nationella rättsordningarna och medför omedelbart rättigheter och skyldigheter för alla som de berör. En bestämmelse i en förordning som skapar en rättighet för enskilda har därför i allmänhet fullständig direkt effekt, det vill säga den kan åberopas av enskilda inför en nationell domstol likt en nationell lag. I enlighet med företrädesprincipen blir varje motstridande föreskrift i den nationella lagstiftningen automatiskt otillämplig i och med att en förordning träder i kraft, och nya nationella föreskrifter kan inte få giltig verkan till den del de är oförenliga med en sådan rättsakt. I likhet med andra delar av unionsrätten är medlemsstaterna enligt principen om lojalt samarbete skyldiga att undanröja eventuella nationella lagar eller andra författningar som är oförenliga med en förordning.